# Pinus pumila
Espèce
Classification phylogénétique
Statut de conservation UICN

 LC  : Préoccupation mineure
Pinus pumila, parfois appelé le Pin nain de Sibérie, est une espèce d'arbres appartenant au genre Pinus et à la famille des Pinaceae.
C'est l'une des espèces dominantes et caractéristiques des paysages de l'étage alpin des montagnes japonaises.

## Description
Sa forme varie significativement selon l'environnement où il pousse, peut être aussi en raison d'une diversité génétique intraspécifique élevée.

## Habitat, aire de répartition

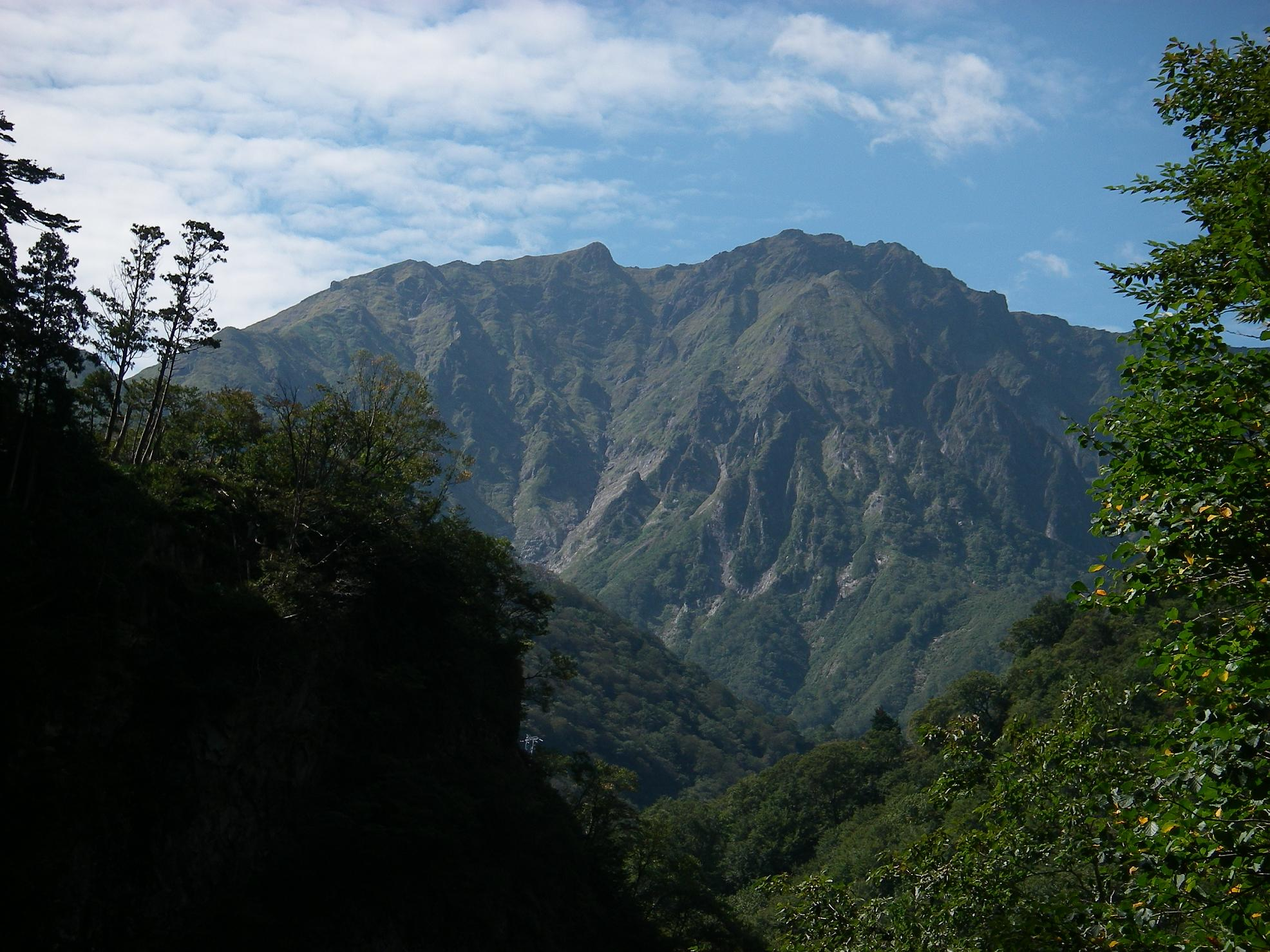
Exemple d'habitat propice au pin Pinus pumila (montagnes de Tanigawa, Japon).

Cette espèce, adaptée aux  fortes pentes rocheuses, vit du cercle polaire jusqu'au lac Baïkal, dans le nord-est de l'Asie, y compris dans l'archipel japonais.

## Reproduction
Cette espèce produit des graines qui sont dispersées par des oiseaux, mais elle a aussi particularité de présenter des racines adventives rares chez les arbres et plus encore chez les pins, qui peut laisser envisager une reproduction asexuée par marcottage, laquelle pourrait résulter d'une adaptation aux conditions particulières de haute montagne (éboulements, avalanches).

## Génétique
Cette espèce adaptée à des milieux difficiles fait l'objet d'études génétique au moins depuis les années 1990 en Russie, et au Japon,.
Ces études ont notamment apporté des preuves génétiques que l'espèce bénéficie - en plus d'une dispersion des graines par les oiseaux (zoochorie) -  d'une réelle capacité de dispersion à courte distance (y compris contre le sens de la pente) par marcottage spontané.
Elles ont aussi montré que par rapport aux autres conifères japonais, cette espèce présente une diversité génétique plus élevée et une différenciation génétique importante de ses populations au sein de la métapopulation japonaise, comme on l'avait antérieurement aussi montré en Russie (où toutefois la différenciation de population était moindre). Au Japon, la variabilité génétique semble moindre à dans les populations méridionales plus marginales et plus élevée au sein des populations des îles du nord. Les relations génétiques entre populations ont été estimées à partir d'arbres phylogénétiques ; Elles reflétaient la proximité géographique des populations.
L'espèce proche Pinus Hakkodensis était supposée être un hybride résultant du croisement de cette espèce avec Pinus parviflora var.pentaphylla. Une étude récente basée sur l'analyse du génome chloroplastique de cet hybride et de ses parents putatifs dans les montagnes de Tanigawa (Japon) a récemment suggéré des phénomènes d'introgression génétique unidirectionnelle.